# Qufu
Qufu (chinesisch 曲阜市, Pinyin Qūfù Shì) ist eine kreisfreie Stadt in der ostchinesischen Provinz Shandong. Sie gehört zum Verwaltungsgebiet der bezirksfreien Stadt Jining.
In der Geschichte Chinas gilt die Stadt als Geburts- und Sterbeort des Konfuzius.
1994 wurden der Konfuziustempel, der Friedhof und die Residenz der Familie Kong zum Weltkulturerbe ernannt.

## Geografie
Die Stadt liegt etwa 170 km südlich der Provinzhauptstadt Jinan, hat eine Fläche von 814,8 km² und 640.498 Einwohner (Stand: Zensus 2010).

## Administrative Gliederung
Auf Gemeindeebene setzt sich Qufu aus zwei Straßenvierteln, sechs Großgemeinden und vier Gemeinden zusammen. Diese sind:
- Straßenviertel Lucheng (鲁城街道), Zentrum, Sitz der Stadtregierung

Allee im Wald der Familie Kong am Ende des 19. Jahrhunderts

- Straßenviertel Shuyuan (书院街道)
- Großgemeinde Wucun (吴村镇)
- Großgemeinde Yaocun (姚村镇)
- Großgemeinde Lingcheng (陵城镇)
- Großgemeinde Xiaoxue (小雪镇)
- Großgemeinde Nanxin (南辛镇)
- Großgemeinde Shizhuang (时庄镇)
- Gemeinde Wangzhuang (王庄乡)
- Gemeinde Dongzhuang (董庄乡)

- Gemeinde Xizou (息陬乡)
- Gemeinde Fangshan (防山乡)

## Geschichte
In Qufu lebte und wirkte Konfuzius. Der von ihm begründete Konfuzianismus ist die Weltanschauung, bzw. Philosophie oder Religion, die in China die größte Bedeutung besitzt. Fast jeder vierte Qufuer ist ein Nachfahre Konfuzius’. Die Stadt ist ein bedeutender Ort des Konfuzianismus. Im Laufe der Geschichte pilgerten zahlreiche chinesische Kaiser nach Qufu, gefolgt von Millionen einfacher Chinesen. Mitgliedern der Familie Kung bzw. Kong wurde ab der 46. Generation der Titel «Fürst Yang Sheng» zuerkannt, d. h. «Fürst der sich fortsetzenden Linie der Weisen». Die Kung sind somit die älteste ununterbrochene Adelslinie Chinas.
Im Zuge der so genannten Kulturrevolution wurden viele der Monumente beschädigt oder zerstört. In Festlandchina leben bis heute Nebenlinien der Kongs.

## Sehenswürdigkeiten

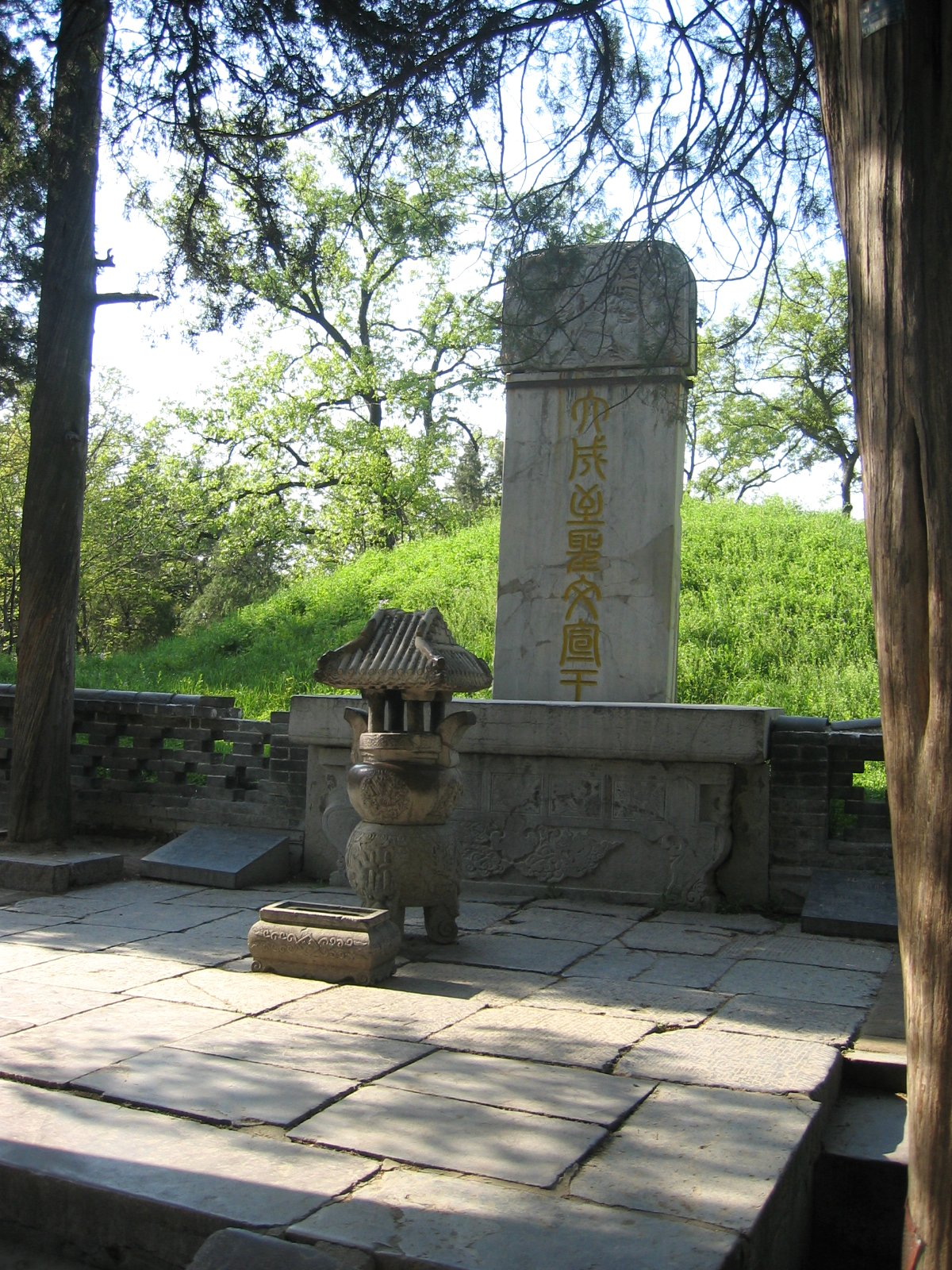
Konfuziusgrab in Qufu

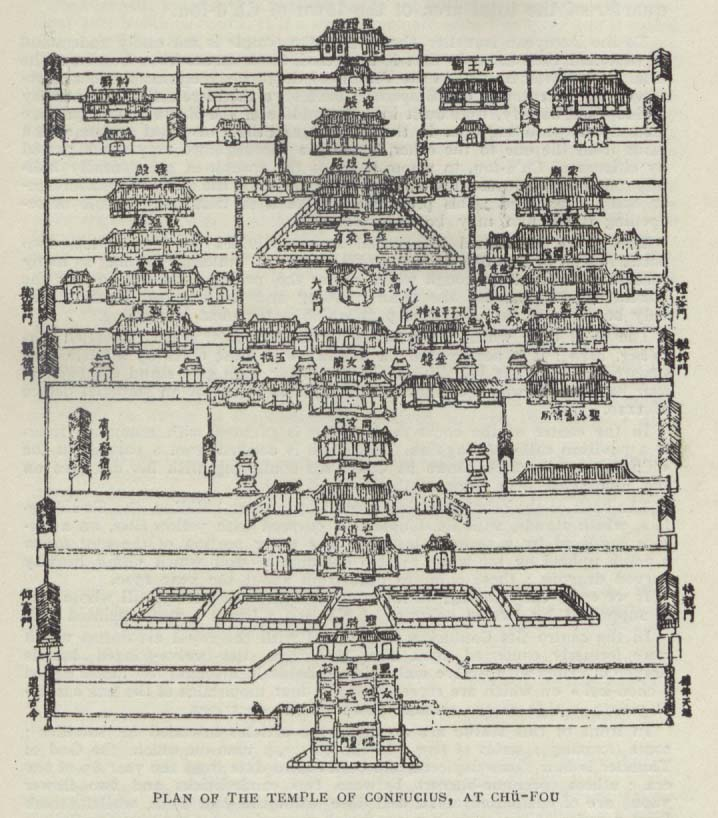
Konfuziustempel, historischer Plan (1912)

### Konfuziustempel
Eine der wichtigsten Sehenswürdigkeiten in Qufu ist der 22 ha große Konfuziustempel (孔庙 „Kǒng Miào“), der an der Stelle errichtet wurde, wo zuvor das Geburtshaus von Konfuzius stand.
Die gesamte Anlage umfasst neun Höfe, um die sich 466 Gebäude unterschiedlicher Art gruppieren.
Neben dem Tempel befindet sich der Konfuziuswald. Das Grab des Konfuzius wird darin von rund 100.000 Gräbern von Angehörigen seiner Sippe umgeben.

### Residenz der Familie Kong
Die Residenz der Familie Kung bzw. Kong (孔府 „Kong Fu“), welche sehr stark dem Konfuziustempel ähnelt, ist etwa 16 ha groß, hatte bis zu 456 Zimmer und besteht aus neun Höfen, zahlreichen Gebäuden und einem großen Garten und diente der Familie des Konfuzius als Wohnung.

### Wald der Familie Kong
Der Wald der Familie Kung bzw. Kong (孔林 „Konglin“) liegt ca. 1,5 km nördlich der Stadt. In dem etwa 200 ha großen Areal sind Konfuzius, sein Sohn, sein Enkel und nahezu alle direkten und indirekten Nachkommen von Konfuzius bestattet. Der Grabstein von Konfuzius trägt die Inschrift „Grab des heiligen Königs der Kultur, der die Vollkommenheit erlangt hat“.
1947 floh die Familie vor der kommunistischen Revolution nach Taiwan. Die Kommunisten zerstörten die Skulptur Konfuzius’. Die Volksrepublik China lässt heute eine überwachte Verehrung von Konfuzius wieder zu. Die Wohnzimmer der Kongs können heute wieder, so wie sie 1947 verlassen wurden, besichtigt werden. Die Skulptur Konfuzius’ wurde (aus Gips) wiederhergestellt. 1996 errichtete die Regierung ein Konfuzius-Institut in dem Ort. 2004 zelebrierten Nachkommen der Sippe zum ersten Mal wieder den Ahnenkult in Qufu.

## Galerie

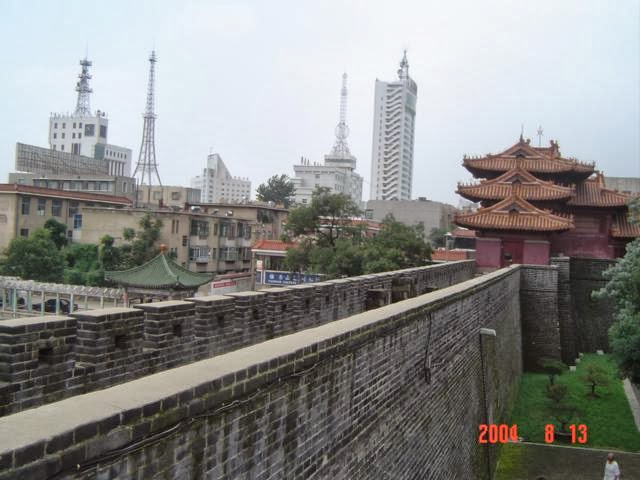
Blick auf die Mauern der Festung
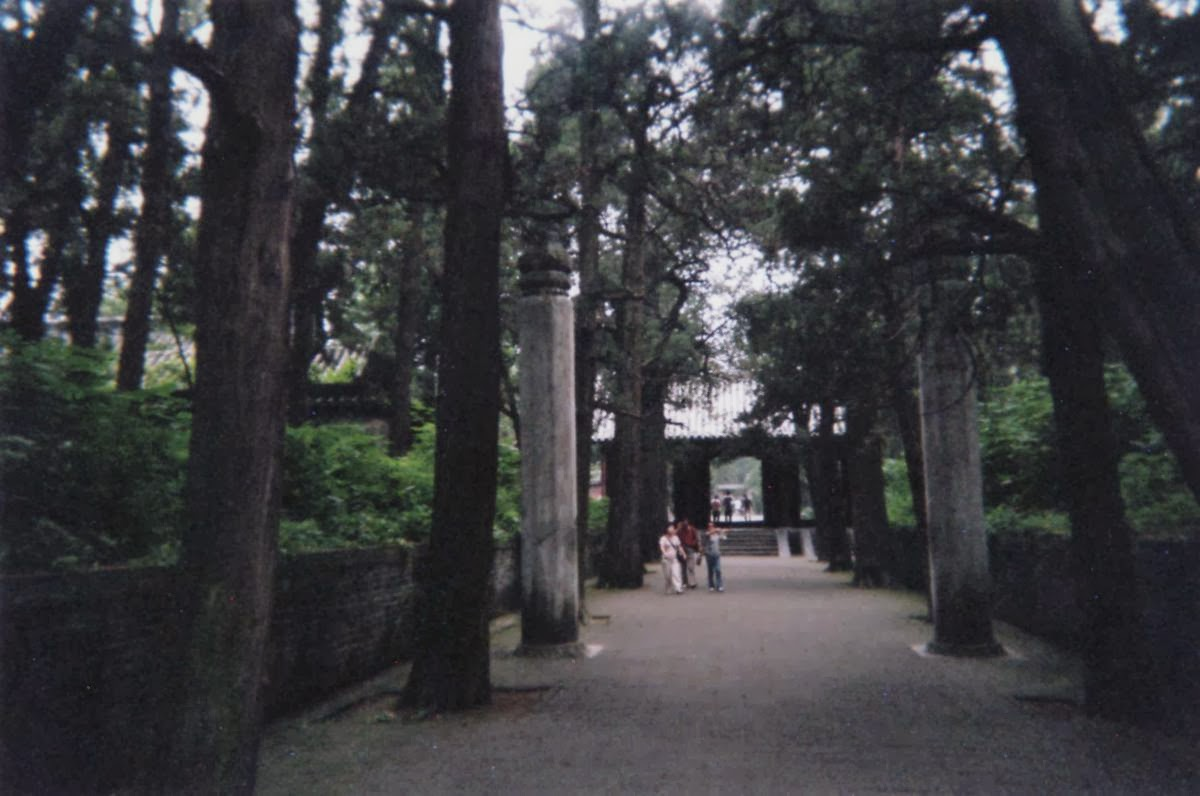
Wald der Familie Kong
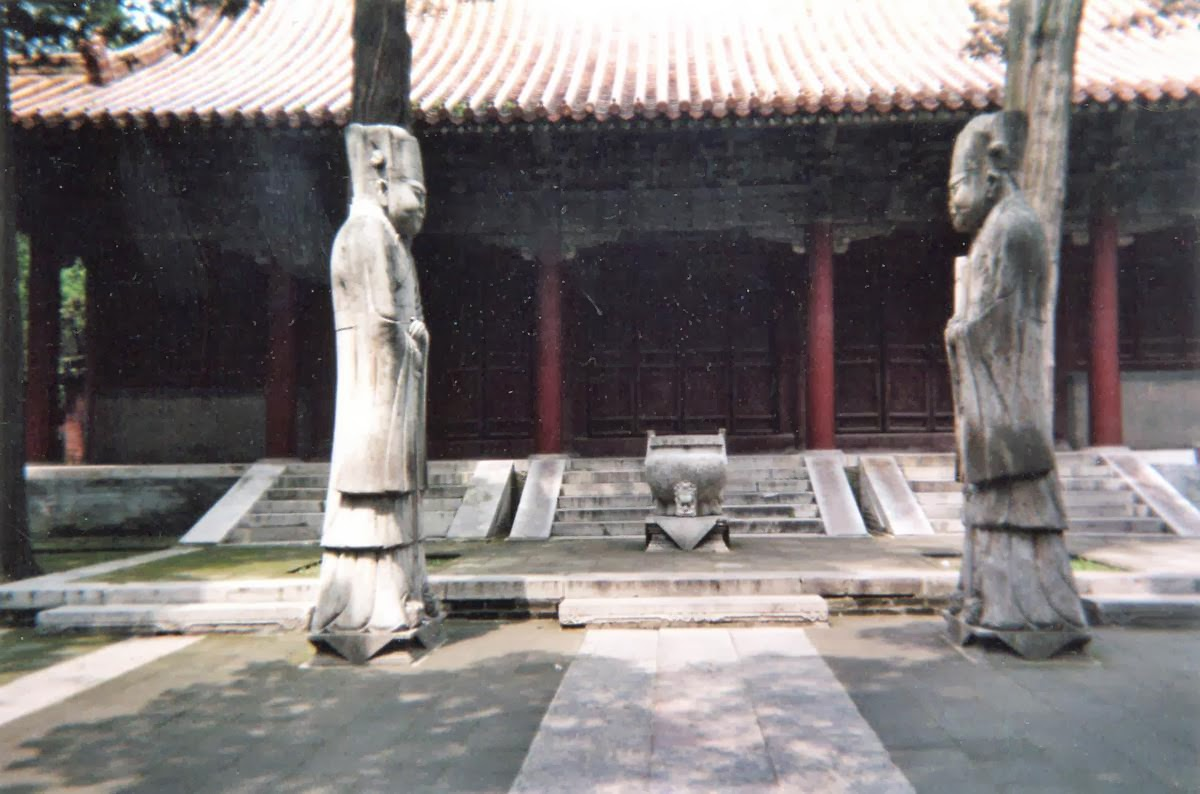
Im Historischen Friedhof
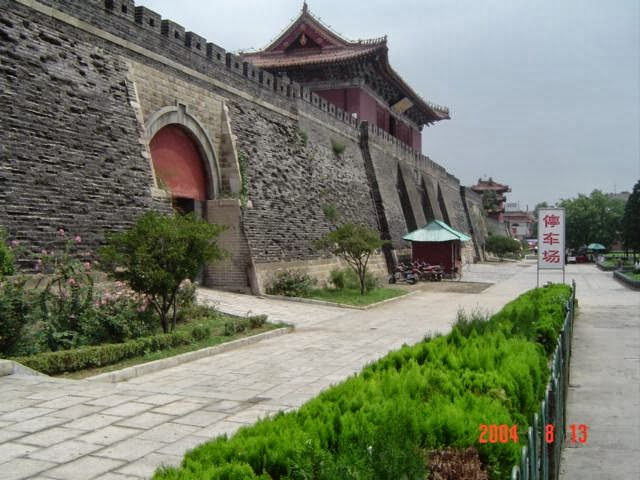
Eine der Türen der Stadt
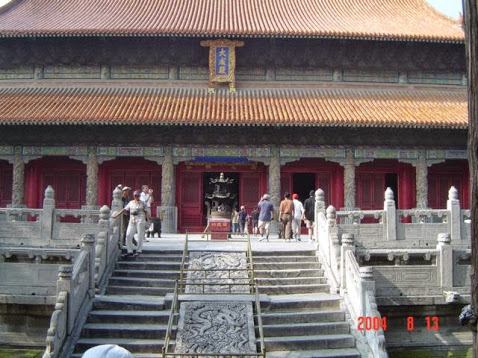
Eingang zum Konfuziustempel.

## Persönlichkeiten
- Kong Decheng (1920–2008), Nachkomme des Konfuzius in der 77. Generation